# Dwarf Fortress
Dwarf Fortress (anteriormente chamado Slaves to Armok: God of Blood Chapter II: Dwarf Fortress) é um jogo eletrônico de simulação de construção e gerenciamento e roguelike indie criado pela Bay 12 Games. Disponível gratuitamente como freeware e em desenvolvimento desde 2002, sua versão alfa foi lançada em 2006 e recebeu atenção por ser um projeto criado por duas pessoas e financiado por doações.
Originalmente com gráficos ASCII, o jogo se passa em um mundo de fantasia detalhado e gerado proceduralmente com criaturas aleatórias, NPCs e história. Os jogadores podem controlar uma colônia de anões em uma fortaleza ou explorar o mundo como personagem do jogador. Suas mecânicas foram elogiadas por suas profundidades e complexidades.
Antes da criação de Dwarf Fortress, Tarn Adams estava trabalhando em um projeto chamado Slaves to Armok: God of Blood, que era um RPG de fantasia para um jogador. Em 2004, Adams optou por abandonar o Armok original e trabalhar no Dwarf Fortress depois que o primeiro passou a ser complicado de manter. Adams considera ele o trabalho de uma vida e em 2011, disse que a versão 1.0 não ficará concluída por pelo menos mais 20 anos, e que mesmo depois disso ele continuaria a trabalhar nele. Uma versão paga com gráficos atualizados e uma nova trilha sonora foi publicada pela Kitfox Games e lançada na Steam e Itch.io em 2022.
Críticos elogiaram sua complexidade e jogabilidade emergente, mas tiveram reações variadas em relação à sua dificuldade. O jogo influenciou Minecraft, RimWorld e outros, sendo selecionado entre outros jogos para ser apresentado no Museu de Arte Moderna e representar a história dos videogames em 2012. O jogo tem seguidores cult e uma comunidade online ativa. Por não ter condições de vitória, toda fortaleza, não importa quão boa seja, irá cair eventualmente; isso resultou no lema da comunidade: "Perder é divertido!"

## Jogabilidade

### Visão geral e modos de jogo
Dwarf Fortress possui três modos de jogo principais que se passam em mundos criados pelo jogador, em que maior parte dos elementos são gerados aleatoriamente.
- Modo Fortaleza, uma simulação de construção e gerenciamento de uma colônia de anões. Não há objetivos, com o jogador livre para decidir como administrar a colônia e fazê-la interagir com o ambiente, tornando-o um jogo aberto e estilo sandbox. Por não existir uma condição de vitória, o jogo termina somente quando toda a colônia for derrotada pelas diversas ameaças possíveis, ou o jogador decidir abandonar, ou retirar a fortaleza.
- Modo Aventura, um roguelike aberto e baseado em turnos, no qual o jogador começa como um aventureiro.
- Modo Legends, em que jogadores podem visualizar mapas, histórias de cada civilização e qualquer figura que viveu ou morreu no mundo gerado. Qualquer conquista notável feita pelo jogador em qualquer um dos dois modos de jogo é registrada e pode ser visualizada no modo Legends.
- Uma arena de testes de objetos, onde jogadores podem simular batalhas entre unidades selecionadas em diversas condições. Também é usado para testar mods.

O mundo é representado por letras, números, caracteres de desenho de caixas e símbolos em dezesseis cores diferentes. Por exemplo, um anão é representado pelo caractere de uma face humanoide sorrindo, um gato é um c cinza escuro, um cachorro é um d marrom e uma aranha gigante é um S cinza claro. Os gráficos baseados em ladrilhos usam caracteres da página de código 437 como ladrilhos, dando-lhe a aparência de um jogo baseado em texto.  A versão paga substitui os caracteres por pixel art e inclui uma opção para alternar entre os visuais novos e antigos no menu de configurações. 